# Sileo
Sileo war ein deutsch-türkischer Hersteller von  Omnibussen. Die Sileo GmbH gehörte zur Bozankaya-Unternehmensgruppe und produzierte ausschließlich Batteriebusse. Das Unternehmen war in Salzgitter-Watenstedt ansässig.

## Geschichte

### Vom Konstruktionsbüro zur Sileo GmbH

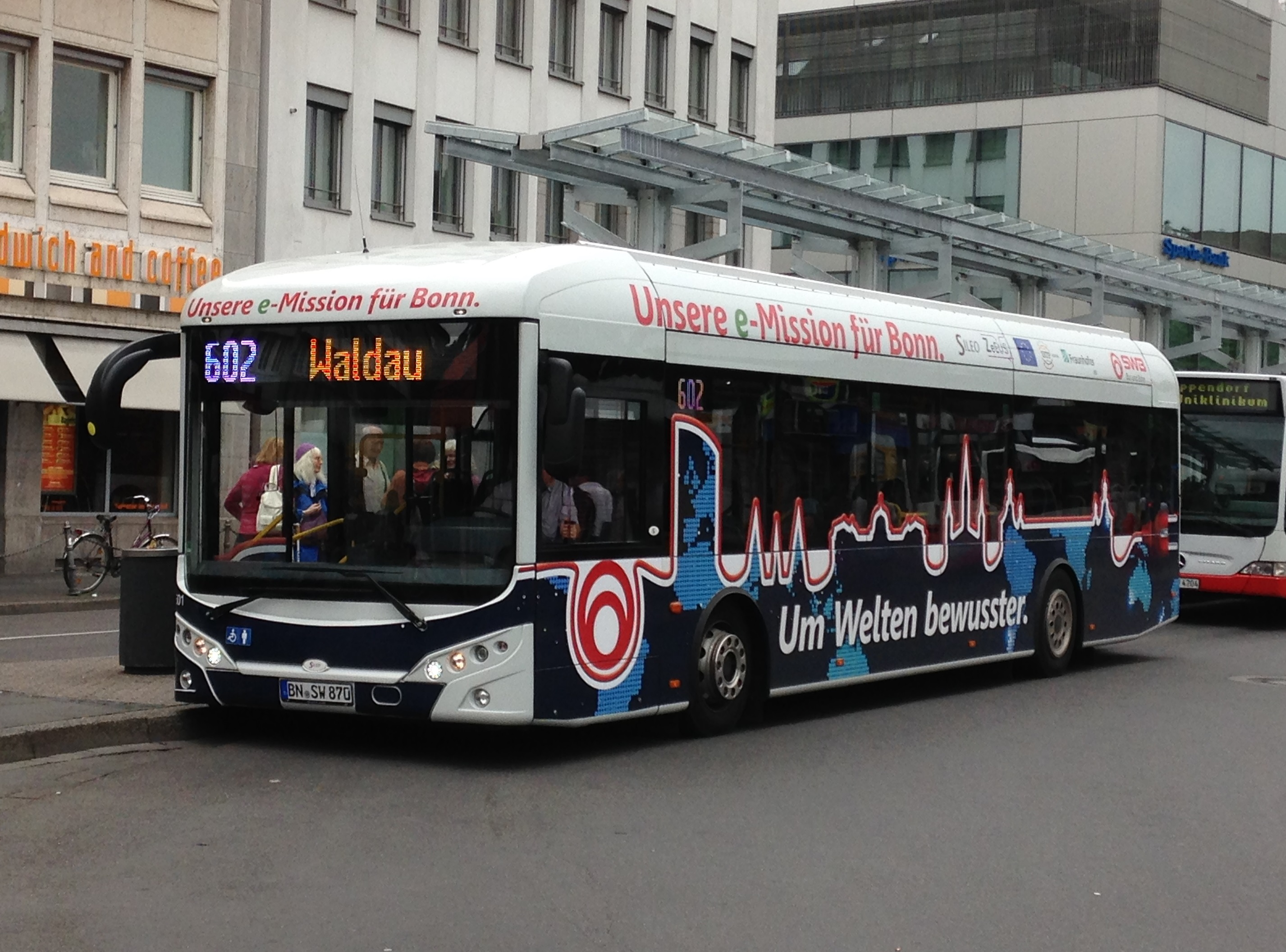
Sileo S12 der SWB Bus und Bahn am Bonner ZOB

Die Sileo GmbH wurde im Jahr 2014 gegründet. Ihre Ursprünge liegen im 1989 von Murat Bozankaya in Wolfenbüttel gegründeten Entwicklungs- und Ingenieurbüro Bozankaya Business Consultant & Commerce (BBC & C). 1997 wurde ebenfalls in Wolfenbüttel die bozankaya Metall & Kunststoff GmbH gegründet, später erfolgte ein Umzug nach Salzgitter. Im Laufe der Jahre reifte Bozankaya vom Konstruktionsbüro zum Systemlieferanten für die Fahrzeugindustrie heran. 2010 erfolgte in Ankara (Türkei) die Gründung von Turkish Commercial Vehicles (TCV), womit man selbst in die Busproduktion einstieg. TCV stellte im Frühjahr 2012 einen Stadtbus als erstes Produkt vor. Auf dieser Konstruktion basierten auch die Elektrobusse von Sileo. Zur Entwicklung eines Elektrobusses mit Single-Cell-Loading-Batteriesystem (SCL) wurde 2014 die Sileo GmbH in Salzgitter gegründet.
Am 27. August 2017 wurden Produktionshalle und Verwaltungsgebäude in Salzgitter-Watenstedt bei einem nächtlichen Großbrand vollständig zerstört. Die Produktion wurde in den anderen Standorten von Bozankaya fortgesetzt.

### Meilensteine
Der erste Auftrag über die Lieferung von Bussen wurde im Juli 2015 mit der SWB Bus und Bahn aus Bonn vereinbart, es wurden sechs Busse vom Typ Sileo S12 bestellt. Sileo lieferte 2016 die ersten Batteriebusse Thüringens und Schleswig-Holsteins aus.
Die größte Bestellung erfolgte durch die Aachener Straßenbahn und Energieversorgungs-AG (ASEAG). Insgesamt sollten zwischen 2016 und 2018 14 Gelenkbusse vom Typ Sileo S18 und ein Doppelgelenkbus vom Typ Sileo S25 ausgeliefert werden. Das erste Fahrzeug wurde Anfang 2017 in Betrieb genommen. Die Lieferung der restlichen Fahrzeuge erfolgte nicht mehr. In einem Sachstandsbericht der ASEAG vom 14. November 2018 für die Sitzung des Mobilitätsausschusses der Stadt Aachen am 13. Dezember 2018 wird ein desaströses Bild gezeichnet. Das bislang gelieferte Fahrzeug vom Typ S18 ist auf Grund technischer Mängel kaum einsetzbar und musste zum Hersteller zurückgegeben werden. Vereinbarte Liefertermine wurden wiederholt nicht eingehalten. Von den restlichen Fahrzeugen wurden erst ein weiterer Gelenkbus sowie ein Doppelgelenkbus gefertigt. Beiden fehlte aber die technische Zulassung. Da nicht absehbar war, ob die Fahrzeuge diese jemals erhalten werden, bemühte sich die ASEAG, Elektrobusse von anderen Herstellern zu erhalten.
Auf der Busworld 2017 präsentierte Sileo seine zweite Busgeneration. Unter dem Motto „Meet the future – Die Zukunft beginnt schon heute“ stellte Sileo die neuen Modelle mit einem neuen Design und einer höheren Reichweite vor. Neben den bekannten Modellen S10, S12 und S18 kündigte Sileo auch den Doppelgelenkbus S25 an.

### Insolvenz
Im März 2022 musste die Sileo GmbH Insolvenz anmelden. Es wurde bekannt gegeben, dass es keine Gewährleistung für die bereits ausgelieferten Busse gäbe, Ersatzteile aber weiterhin zu kaufen wären. Im Mai 2022 wurde das Unternehmen aufgelöst. Der türkische Hersteller Karsan bietet weiter Elektrobusse auf der Basis des Sileo an.

## Produktion
Sileo erhielt die verglasten Rohkarossen von TCV aus der Türkei. In Salzgitter wurden die Fahrzeuge dann mit Achsen, Antriebstechnik, Energiespeicher, Interieur und allen sonstigen Komponenten komplettiert. Da dies mehr als 50 % der Wertschöpfung ausmachte, erhielten die Busse eine deutsche Fahrzeug-Identifizierungsnummer.

## Modelle
Die vorgesehenen Modelle waren batterieelektrische Stadtbusse in Niederflurtechnik in verschiedenen Längen:
Sileo S10 mit 10,7 Meter Länge
Sileo S12 mit 12 Meter Länge
Sileo S18 Gelenkbus mit 18 Meter Länge
Sileo S25 Doppelgelenkbus mit 25 Meter Länge